# Флаг Борисоглебска
Флаг Борисогле́бского городского округа Воронежской области Российской Федерации.
Ныне действующий флаг утверждён 29 апреля 2005 года и внесён в Государственный геральдический регистр Российской Федерации с присвоением регистрационного номера 1844.
Флаг утверждён как флаг муниципального образования «город Борисоглебск — район» — после муниципальной реформы 2006 года — Борисоглебский городской округ.

## Первый флаг
Первый флаг муниципального образования «город Борисоглебск — район» был утверждён 25 декабря 2004 года.

### Описание
«Прямоугольное полотнище красного цвета отношением высоты к длине 2:3, воспроизводящий композицию герба муниципального образования „город Борисоглебск-район“: в центре полотнища голубой наконечник стрелы без втулки остриём вниз обременённый пятью чёрными полосами сужающимися кверху, в растворении концов которого — три жёлтых дубовых листа, сложенных веерообразно вверх, под которыми — два жёлтых жёлудя».

### Обоснование символики
Город Борисоглебск-район имеет статус исторического, он является членом Союза исторических городов и регионов России. Символика города Борисоглебска-района отражает историческое, духовное и культурное наследие Борисоглебской земли. В основу флага положен герб.
Красный цвет полотнища символизирует красоту и величие Воронежского края, его духовные и природные богатства.
Издавна Борисоглебские земли славились своим плодородием, и качеством древесины дуба Теллермановского массива, признанной лучшей в мире, что символизируют чёрные полосы и дубовые листья с желудями.
Слияние двух рек Вороны и Хопра символизирует голубой наконечник стрелы.

## Действующий флаг
Так как рисунок первого флага не соответствовал геральдическому правилу тинктур, Геральдическим советом при Президенте Российской Федерации было рекомендовано изменить рисунки и, соответственно, описания герба и флага.

### Описание
«В центре червлёного прямоугольного полотнища с отношением высоты к длине 2:3, воспроизведённая композиция герба муниципального образования „город Борисоглебск — район“: опрокинутый золотой наконечник стрелы (без втулки), в растворении концов которого — три золотых дубовых листа, сложенных веерообразно вверх, от которых вниз отходят два таковых же жёлудя».